# Coche del Año en Europa
Coche del Año en Europa (en inglés, European Car of the Year)  es la denominación de un galardón que se otorga anualmente al mejor automóvil lanzado en Europa en los últimos doce meses antes de enero del año correspondiente.
El jurado se compone de periodistas de diversos países: por ejemplo, el del año 2007 estaba constituido por 58 miembros de 22 países. La representación es proporcional a la cuota de mercado del país y la industria de fabricación de automóviles.

## Resultados

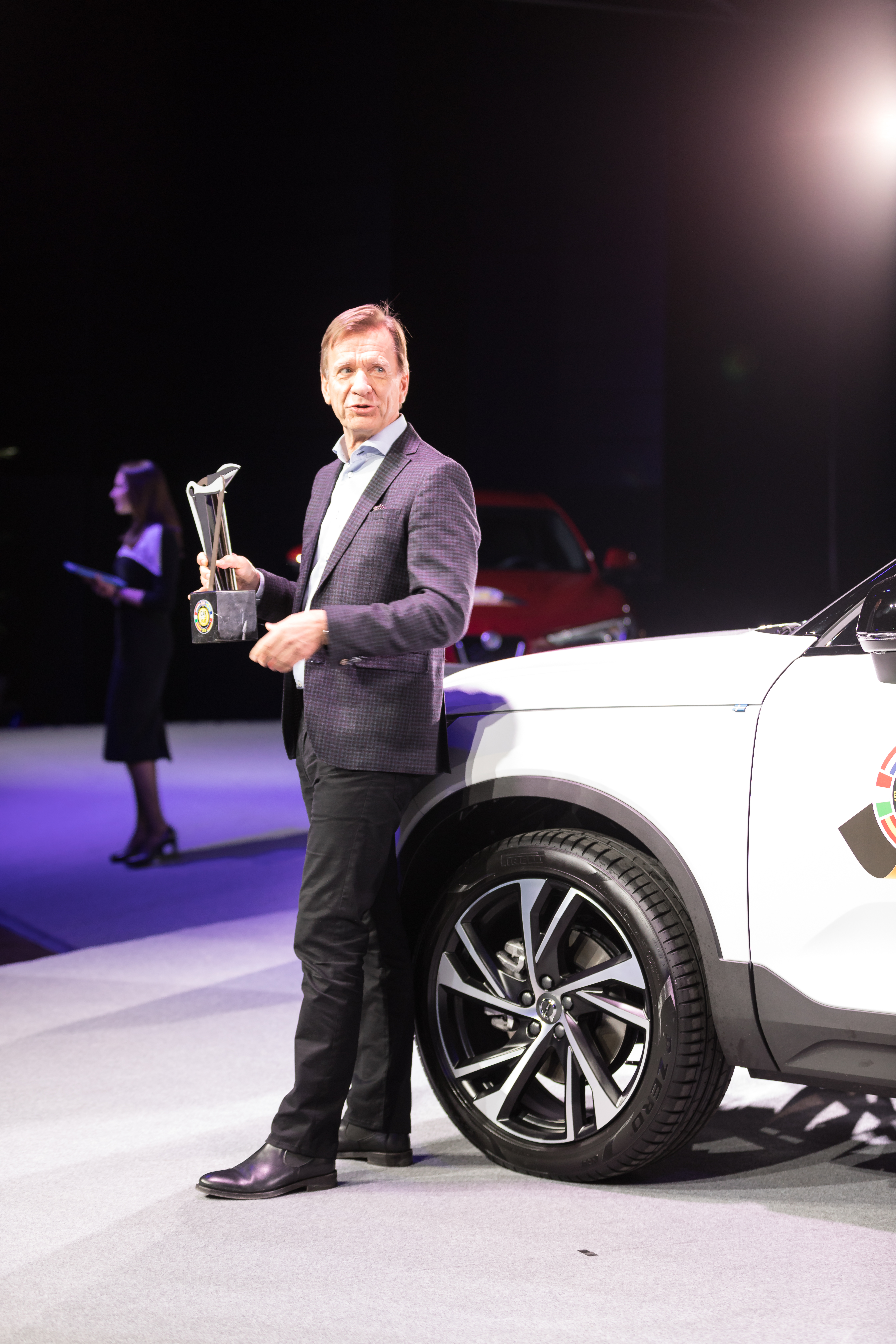
Håkan Samuelsson con el premio 2018

| Año  | Ganador                        | Ganador | Segundo                   | Segundo | Tercero                | Tercero |
| Año  | Automóvil                      | Puntos  | Automóvil                 | Puntos  | Automóvil              | Puntos  |
| ---- | ------------------------------ | ------- | ------------------------- | ------- | ---------------------- | ------- |
| 1964 | Rover 2000                     | 76      | Mercedes-Benz 600         | 64      | Hillman Imp            | 31      |
| 1965 | Austin 1800                    | 78      | Autobianchi Primula       | 51      | Ford Mustang           | 18      |
| 1966 | Renault 16                     | 98      | Rolls-Royce Silver Shadow | 81      | Oldsmobile Toronado    | 59      |
| 1967 | Fiat 124/SEAT 124              | 144     | BMW 1600                  | 69      | Jensen FF              | 61      |
| 1968 | NSU Ro 80                      | 197     | Fiat 125                  | 133     | Simca 1100             | 94      |
| 1969 | Peugeot 504                    | 119     | BMW 2500/2800             | 77      | Alfa Romeo 1750        | 76      |
| 1970 | Fiat 128                       | 235     | Autobianchi A112          | 96      | Renault 12             | 79      |
| 1971 | Citroën GS                     | 233     | Volkswagen K70            | 121     | Citroën SM             | 105     |
| 1972 | Fiat 127/SEAT 127              | 239     | Renault 15/17             | 107     | Mercedes-Benz Clase SL | 96      |
| 1973 | Audi 80                        | 114     | Renault 5                 | 109     | Alfa Romeo Alfetta     | 95      |
| 1974 | Mercedes-Benz Clase S          | 115     | Fiat X1/9                 | 99      | Honda Civic            | 90      |
| 1975 | Citroën CX                     | 229     | Volkswagen Golf           | 164     | Audi 50                | 136     |
| 1976 | Simca 1307-1308                | 192     | BMW Serie 3               | 144     | Renault 30 TS          | 107     |
| 1977 | Rover 3500                     | 157     | Audi 100                  | 138     | Ford Fiesta            | 135     |
| 1978 | Porsche 928                    | 261     | BMW Serie 7               | 231     | Ford Granada           | 203     |
| 1979 | Talbot Horizon                 | 251     | Fiat Ritmo/SEAT Ritmo     | 239     | Audi 80                | 181     |
| 1980 | Lancia Delta                   | 369     | Opel Kadett               | 301     | Peugeot 505            | 199     |
| 1981 | Ford Escort                    | 326     | Fiat Panda/SEAT Panda     | 308     | Austin Metro           | 255     |
| 1982 | Renault 9                      | 335     | Opel Ascona               | 304     | Volkswagen Polo        | 252     |
| 1983 | Audi 100                       | 410     | Ford Sierra               | 386     | Volvo 760              | 157     |
| 1984 | Fiat Uno                       | 346     | Peugeot 205               | 325     | Volkswagen Golf        | 156     |
| 1985 | Opel Kadett                    | 326     | Renault 25                | 261     | Lancia Thema           | 191     |
| 1986 | Ford Scorpio                   | 337     | Lancia Y10                | 291     | Mercedes-Benz Clase E  | 273     |
| 1987 | Opel Omega                     | 275     | Audi 80                   | 238     | BMW Serie 7            | 175     |
| 1988 | Peugeot 405                    | 464     | Citroën AX                | 252     | Honda Prelude          | 234     |
| 1989 | Fiat Tipo                      | 356     | Opel Vectra               | 261     | Volkswagen Passat      | 194     |
| 1990 | Citroën XM                     | 390     | Mercedes-Benz Clase SL    | 215     | Ford Fiesta            | 214     |
| 1991 | Renault Clio                   | 312     | Nissan Primera            | 258     | Opel Calibra           | 183     |
| 1992 | Volkswagen Golf                | 276     | Opel Astra                | 231     | Citroën ZX             | 213     |
| 1993 | Nissan Micra                   | 338     | Fiat Cinquecento          | 304     | Renault Safrane        | 244     |
| 1994 | Ford Mondeo                    | 290     | Citroën Xantia            | 264     | Mercedes-Benz Clase C  | 192     |
| 1995 | Fiat Punto                     | 370     | Volkswagen Polo           | 292     | Opel Omega             | 272     |
| 1996 | Fiat Bravo                     | 378     | Peugeot 406               | 363     | Audi A4                | 246     |
| 1997 | Renault Mégane Scénic          | 405     | Ford Ka                   | 293     | Volkswagen Passat      | 248     |
| 1998 | Alfa Romeo 156                 | 454     | Volkswagen Golf           | 266     | Audi A6                | 265     |
| 1999 | Ford Focus                     | 444     | Opel Astra                | 269     | Peugeot 206            | 248     |
| 2000 | Toyota Yaris                   | 344     | Fiat Multipla             | 325     | Opel Zafira            | 265     |
| 2001 | Alfa Romeo 147                 | 238     | Ford Mondeo               | 237     | Toyota Prius           | 229     |
| 2002 | Peugeot 307                    | 286     | Renault Laguna            | 244     | Fiat Stilo             | 243     |
| 2003 | Renault Mégane                 | 322     | Mazda 6                   | 302     | Citroën C3             | 214     |
| 2004 | Fiat Panda                     | 281     | Mazda 3                   | 241     | Volkswagen Golf        | 241     |
| 2005 | Toyota Prius                   | 406     | Citroën C4                | 267     | Ford Focus             | 228     |
| 2006 | Renault Clio                   | 256     | Volkswagen Passat         | 251     | Alfa Romeo 159         | 212     |
| 2007 | Ford S-Max                     | 235     | Opel Corsa                | 233     | Citroën C4 Picasso     | 222     |
| 2008 | Fiat 500                       | 385     | Mazda 2                   | 325     | Ford Mondeo            | 202     |
| 2009 | Opel Insignia                  | 321     | Ford Fiesta               | 320     | Volkswagen Golf        | 223     |
| 2010 | Volkswagen Polo                | 347     | Toyota iQ                 | 337     | Opel Astra             | 221     |
| 2011 | Nissan Leaf                    | 257     | Alfa Romeo Giulietta      | 248     | Opel Meriva            | 244     |
| 2012 | Chevrolet Volt / Opel Ampera   | 330     | Volkswagen up!            | 281     | Ford Focus             | 256     |
| 2013 | Volkswagen Golf                | 414     | Toyota GT86 / Subaru BRZ  | 202     | Volvo V40              | 189     |
| 2014 | Peugeot 308                    | 307     | BMW i3                    | 223     | Tesla Model S          | 216     |
| 2015 | Volkswagen Passat              | 340     | Citroën C4 Cactus         | 248     | Mercedes-Benz Clase C  | 221     |
| 2016 | Opel Astra                     | 312     | Volvo XC90                | 294     | Mazda MX-5             | 202     |
| 2017 | Peugeot 3008                   | 319     | Alfa Romeo Giulia         | 296     | Mercedes-Benz Clase E  | 197     |
| 2018 | Volvo XC40                     | 325     | SEAT Ibiza                | 242     | BMW Serie 5            | 226     |
| 2019 | Jaguar I-Pace                  | 250     | Alpine A110               | 250     | Kia Ceed               | 247     |
| 2020 | Peugeot 208                    | 281     | Tesla Model 3             | 242     | Porsche Taycan         | 222     |
| 2021 | Toyota Yaris                   | 266     | Fiat 500                  | 240     | Cupra Formentor        | 239     |
| 2022 | KIA EV6                        | 279     | Renault Mégane E-Tech     | 265     | Hyundai Ioniq 5        | 261     |
| 2023 | Jeep Avenger                   | 328     | Volkswagen ID. Buzz       | 241     | Nissan Ariya           | 211     |
| 2024 | Renault Scenic                 | 329     | BMW Serie 5               | 308     | Peugeot 3008           | 197     |
| 2025 | Renault 5 E-Tech / Alpine A290 | 353     | Kia EV3                   | 291     | Citroën C3             | 215     |